# Microcharon heimi
Microcharon heimi là một loài chân đều trong họ Microparasellidae. Loài này được Coineau miêu tả khoa học năm 1968.